# Alexander Smyth
Alexander Smyth (ur. 10 grudnia 1988 w Melbourne) – australijski kolarz szosowy, od 2018 reprezentujący Maltę.

## Osiągnięcia
Opracowano na podstawie:
2011
- 5. miejsce w mistrzostwach Oceanii (start wspólny)

2019
- 1. miejsce w mistrzostwach Malty (start wspólny)

## Rankingi
| Rok              | 2011 | 2012 |
| ---------------- | ---- | ---- |
| UCI Asia Tour    | -    | 323. |
| UCI Oceania Tour | 42.  | -    |
|                  |      |      |
| Źródło: UCI      |      |      |